# Muchetta
Muchetta är en bergstopp i Schweiz.   Den ligger i regionen Albula och kantonen Graubünden, i den östra delen av landet, 180 km öster om huvudstaden Bern. Toppen på Muchetta är 2 623 meter över havet, eller 83 meter över den omgivande terrängen. Bredden vid basen är 1,3 km.
Terrängen runt Muchetta är huvudsakligen bergig, men österut är den kuperad. Närmaste större samhälle är Davos, 16,4 km nordost om Muchetta. 
I omgivningarna runt Muchetta växer i huvudsak barrskog. Runt Muchetta är det mycket glesbefolkat, med 3 invånare per kvadratkilometer.